# Liste der denkmalgeschützten Objekte in Theresienfeld
Die Liste der denkmalgeschützten Objekte in Theresienfeld enthält die 9 denkmalgeschützten unbeweglichen Objekte der Gemeinde Theresienfeld im niederösterreichischen Bezirk Wiener Neustadt-Land.

## Denkmäler
| Foto |                 | Denkmal                                                                                    | Standort                                                                            | Beschreibung | Metadaten |
| ---- | --------------- | ------------------------------------------------------------------------------------------ | ----------------------------------------------------------------------------------- | --- | --- |
| ja   | Datei hochladen | Landesberufsschule HERIS-ID: 30507 Objekt-ID: 27257                                        | Grazerstraße 24 Standort KG: Theresienfeld                                          | Ursprünglich Landsitz, 1821 im Besitz des Josef Keppelhofer, 1912 an die Kongregation der Schwestern vom Guten Hirten (Umbau zu Kloster und Aufstockung), 1955 Landesberufsschule, dreigeschoßige doppelflügelige Anlage mit stark zurückgesetztem dreizehnachsigen Mittelteil, flacher Giebelaufsatz und Glockenturm von 1912 | BDA-Hist.: Q23689681 Status: § 2a Stand der BDA-Liste: 2025-06-30 Name: Landesberufsschule GstNr.: 226/110 Landesberufsschule (Theresienfeld) |
| ja   | Datei hochladen | Kath. Filialkirche hl. Kreuz HERIS-ID: 30502 Objekt-ID: 27252                              | neben Hauptplatz 2 Standort KG: Theresienfeld                                       | Spätbarocker längszentraler Bau mit Westturm nach Plänen des Baumeisters Josef Gerl. 1767 Grundsteinlegung, 1768 Beschädigung des unvollendeten Baus durch Erdbeben, der dann niedriger als geplant vollendet wurde, 1768 geweiht. Das annähernd quadratische Langhaus weist je eine Fensterachse auf. Der schlichten Westturmfassade ist eine quadratische Vorhalle mit seitlichen Anbauten vorgesetzt; darüber erhebt sich ein Mittelrisalit mit einem großen Rundbogenfenster, dessen Gesimsgiebel in den zweigeschoßigen Fassadenturm mit großen Schallfenstern, Uhrengiebel und eingeschnürter Zwiebelhaube übergeht. | BDA-Hist.: Q22694303 Status: § 2a Stand der BDA-Liste: 2025-06-30 Name: Kath. Pfarrkirche, Hl. Kreuz GstNr.: .54/1 Pfarrkirche (Theresienfeld) |
| ja   | Datei hochladen | Pfarrhof HERIS-ID: 30503 Objekt-ID: 27253                                                  | Hauptplatz 3 Standort KG: Theresienfeld                                             | Eingeschoßiger spätbarocker Bau unter mächtigem Walmdach, einachsiger Portalteil mit Attika | BDA-Hist.: Q37934845 Status: § 2a Stand der BDA-Liste: 2025-06-30 Name: Pfarrhof GstNr.: 491/2 Pfarrhof Theresienfeld |
| ja   | Datei hochladen | Kaiserin Maria Theresia-Denkmal HERIS-ID: 30505 Objekt-ID: 27255                           | Hauptplatz 3 Standort KG: Theresienfeld                                             | Bronzestatue, bezeichnet A(nton) Grath 1928 | BDA-Hist.: Q37934868 Status: § 2a Stand der BDA-Liste: 2025-06-30 Name: Kaiserin Maria Theresia-Denkmal GstNr.: 491/2 Maria-Theresien-Denkmal Theresienfeld                                                                                          |
| ja   | Datei hochladen | 4 Pfeiler samt Resten der Pfeilermauern an den Ortseingängen HERIS-ID: 4542 Objekt-ID: 387 | Wienerstraße 71, 78 / Grazerstraße 66 Standort siehe Beschreibung KG: Theresienfeld | Die Pfeiler mit Kugelaufsätzen, welche die Durchzugsstraße paarweise flankieren, wurden 1763 errichtet. Am westlichen Pfeiler des nördlichen Paars (Lage) ist eine Gedenktafel und das Wappen der Gemeinde angebracht. Das südliche Paar steht bei Grazerstraße 66 (Lage). | BDA-Hist.: Q37986207 Status: Bescheid Stand der BDA-Liste: 2025-06-30 Name: 4 Pfeiler samt Resten der Pfeilermauern an den Ortseingängen GstNr.: 9/3, 9/5, 331/12, 1/9, 619/3, 618/60, 619/2, 315, 339/3 Pfeiler an den Ortseingängen, Theresienfeld |
| ja   | Datei hochladen | Bildstock hl. Johannes Nepomuk HERIS-ID: 30506 Objekt-ID: 27256                            | Eggendorfer Straße Standort KG: Theresienfeld                                       | Ende 18. Jahrhundert | BDA-Hist.: Q37934890 Status: § 2a Stand der BDA-Liste: 2025-06-30 Name: Bildstock hl. Johannes Nepomuk GstNr.: 679/2 Bildstock Johannes Nepomuk Theresienfeld                                                                                        |
| ja   | Datei hochladen | Friedhof christlich, Grabmonument HERIS-ID: 30508 Objekt-ID: 27258                         | Kirchengasse Standort KG: Theresienfeld                                             | Gruftkapelle von 1873, hoher Rechteckbau mit Rundbogenportal | BDA-Hist.: Q37934922 Status: § 2a Stand der BDA-Liste: 2025-06-30 Name: Friedhof christlich, Grabmonument GstNr.: 497/1 |
| ja   | Datei hochladen | Figurenbildstock Zungenbergsäule HERIS-ID: 5919 Objekt-ID: 1793                            | bei Grillparzerstraße 7 Standort KG: Theresienfeld                                  | Bezeichnet 1664, Figur Christus in der Rast, Reliefs Arma Christi am schlanken Pfeiler und Wappen mit Inschrift am Sockel | BDA-Hist.: Q37863735 Status: Bescheid Stand der BDA-Liste: 2025-06-30 Name: Figurenbildstock Zungenbergsäule GstNr.: 526/6 Zungenbergsäule, Theresienfeld                                                                                            |
| ja   | Datei hochladen | Teil der 1. Wiener Hochquellenleitung HERIS-ID: 111349 Objekt-ID: 129164                   | Badener Straße Standort KG: Theresienfeld                                           | Die I. Wiener Hochquellenwasserleitung ist ein Teil der Wiener Wasserversorgung und war die erste Versorgung von Wien mit einwandfreiem Trinkwasser. Nach vierjähriger Bauzeit wurde die 95 Kilometer lange Leitung am 24. Oktober 1873 eröffnet. Die Wasserleitung berührt das Gemeindegebiet am westlichen Rand. | BDA-Hist.: Q64765545 Status: Bescheid Stand der BDA-Liste: 2025-06-30 Name: Teil der 1. Wiener Hochquellenleitung GstNr.: 130 |